# 京都市立修学院第二小学校
京都市立修学院第二小学校（きょうとしりつしゅうがくいんだいにしょうがっこう）は、京都府京都市左京区一乗寺里ノ西町に所在する公立小学校。

## 沿革
- 1954年（昭和29年）12月22日 - 京都市立修学院小学校一乗寺分校として開設される[1]。
- 1959年（昭和34年）4月6日 - 京都市立修学院小学校より独立し、京都市立修学院第二小学校として開校。

## 公式サイト
- 京都市立修学院第二小学校